# Бурнаджик
Бурнаджик (на гръцки: Θαμνωτό, Тамното, на катаревуса: Θαμνωτόν, Тамнотон, до 1927 година Μπουρνατζίκ, Мбурнадзик) е село в Република Гърция, разположено на територията на дем Бук (Паранести), област Източна Македония и Тракия.

## География
Селото е разположено на 350 m надморска височина, североизточно от Драма, на 1 km северно от Козлукьой (Платания).

## История
В края на XIX век Бурнаджик е турско село в Драмска кааза на Османската империя. След Междусъюзническата война попада в Гърция. В преброяванията от 1913 и 1920 година е без жители.
В 1923 година в селото са заселени двадесетина семейства гърци бежанци, общо 70 души, колкото показва преброяването от 1928 година.
В 1927 година името на селото е сменено на Тамнотон. След Втората световна война населението масово се изселва към големите градове.
Населението произвежда тютюн, жито и други замеделски култури, като се занимава и със скотовъдство.
| Година    | 1913 | 1920 | 1928 | 1940 | 1951 | 1961 | 1971 | 1981 | 1991 | 2001 | 2011 | 2021 |
| --------- | ---- | ---- | ---- | ---- | ---- | ---- | ---- | ---- | ---- | ---- | ---- | ---- |
| Население | 0    | 0    | 70   | 122  | 185  | 87   | 55   | 52   | 40   | 48   | 21   | 12   |